# Divisi si perde
Divisi si perde (Musíme si pomáhat) è un film del 2000 diretto da Jan Hřebejk.
Fu candidato all'Oscar al miglior film in lingua straniera.
La traduzione letterale del titolo è "Dobbiamo aiutarci".